# Rxart
Rxart est le nom d'un projet argentin de distribution Linux basée sur Debian. Elle est développée par la société argentine Pixart.
C'est une distribution orientée vers l'utilisateur. Pour ce faire l'installateur graphique est très simple, et l'interface choisie est une KDE modifiée par l'équipe de Rxart. Il est aussi possible d'utiliser des logiciels du monde Windows, comme Microsoft Office.